# Campeonato Brasileiro de Futebol de 1979
O Campeonato Brasileiro de Futebol de 1979, originalmente denominado Copa Brasil pela CBD, foi a 24.ª edição do Campeonato Brasileiro e foi vencido pelo Internacional, conquistando assim o seu terceiro título de campeão brasileiro. Liderado por Falcão, o Colorado eliminou o Palmeiras na semifinal e bateu o Vasco da Gama, em pleno Maracanã, pelo placar de 2–0, ampliando a vantagem pelo placar de 2–1 no Beira-Rio. Com 16 vitórias, 7 empates e nenhuma derrota, o Internacional sagrou-se campeão de forma invicta, tornando o sexto e último clube brasileiro a alcançar tal façanha, pois o feito não foi igualado até os dias atuais.
Foi o último campeonato organizado pela CBD, entidade controlada pelo governo e que, por determinação da FIFA, uma semana após o início do certame desmembrou-se em Confederação Brasileira de Futebol e outras entidades, dedicadas aos demais esportes. 
Neste ano, o maior inchaço de clubes promovido pela ditadura militar, numa tentativa de busca de apoio regional, incluindo clubes sem expressão de estados que costumeiramente não eram valorizados pela CBD, transformou o campeonato em uma única divisão contando com 94 clubes. A edição foi o ponto máximo da prática sintetizada no dito popular: "Onde a ARENA vai mal, mais um time no Nacional. Onde vai bem, outro também". O Mato Grosso do Sul, emancipado de Mato Grosso em 1977 e elevado à condição de Estado da Federação no início de 1979, foi representado pela primeira vez de forma independente. Em 1982 estourou o escândalo da Máfia da Loteria Esportiva. Segundo o delegado João Ricardo Louzada, haveria provas concretas de jogos arranjados entre 1979 e 1982.
De acordo com o regulamento inicial, os clubes de São Paulo e Rio de Janeiro, que disputariam um Torneio Rio–São Paulo (não realizado), entrariam somente na segunda fase do campeonato. Mas os grandes clubes de São Paulo, em razão da falta de datas, pleiteavam participar apenas da terceira fase, como o campeão e o vice da edição anterior (Guarani e Palmeiras). Como o pleito não foi atendido, Corinthians, Portuguesa, Santos e São Paulo, em protesto, boicotaram o campeonato.

## Participantes
| Equipe                 | Cidade                | Estado | Título(s)                                  |
| ---------------------- | --------------------- | ------ | ------------------------------------------ |
| ABC                    | Natal                 | RN     | 0 (não possui)                             |
| America                | Rio de Janeiro        | RJ     | 0 (não possui)                             |
| América de Natal       | Natal                 | RN     | 0 (não possui)                             |
| América Mineiro        | Belo Horizonte        | MG     | 0 (não possui)                             |
| Americano              | Campos dos Goytacazes | RJ     | 0 (não possui)                             |
| Anapolina              | Anápolis              | GO     | 0 (não possui)                             |
| ASA                    | Arapiraca             | AL     | 0 (não possui)                             |
| Atlético Goianiense    | Goiânia               | GO     | 0 (não possui)                             |
| Atlético Mineiro       | Belo Horizonte        | MG     | 2 (1937, 1971)                             |
| Atlético Paranaense    | Curitiba              | PR     | 0 (não possui)                             |
| Avaí                   | Florianópolis         | SC     | 0 (não possui)                             |
| Bahia                  | Salvador              | BA     | 1 (1959)                                   |
| Botafogo               | Rio de Janeiro        | RJ     | 1 (1968)                                   |
| Botafogo-PB            | João Pessoa           | PB     | 0 (não possui)                             |
| Brasil de Pelotas      | Pelotas               | RS     | 0 (não possui)                             |
| Brasília               | Brasília              | DF     | 0 (não possui)                             |
| Caldense               | Poços de Caldas       | MG     | 0 (não possui)                             |
| Campinense             | Campina Grande        | PB     | 0 (não possui)                             |
| Campo Grande           | Rio de Janeiro        | RJ     | 0 (não possui)                             |
| Caxias                 | Caxias do Sul         | RS     | 0 (não possui)                             |
| Ceará                  | Fortaleza             | CE     | 0 (não possui)                             |
| Central                | Caruaru               | PE     | 0 (não possui)                             |
| Operário VG            | Várzea Grande         | MT     | 0 (não possui)                             |
| Chapecoense            | Chapecó               | SC     | 0 (não possui)                             |
| Colatina               | Colatina              | ES     | 0 (não possui)                             |
| Colorado               | Curitiba              | PR     | 0 (não possui)                             |
| Comercial              | Ribeirão Preto        | SP     | 0 (não possui)                             |
| Comercial-MS           | Campo Grande          | MS     | 0 (não possui)                             |
| Confiança              | Aracaju               | SE     | 0 (não possui)                             |
| Coritiba               | Curitiba              | PR     | 0 (não possui)                             |
| CRB                    | Maceió                | AL     | 0 (não possui)                             |
| Criciúma               | Criciúma              | SC     | 0 (não possui)                             |
| Cruzeiro               | Belo Horizonte        | MG     | 1 (1966)                                   |
| CSA                    | Maceió                | AL     | 0 (não possui)                             |
| Desportiva Ferroviária | Cariacica             | ES     | 0 (não possui)                             |
| Dom Bosco              | Cuiabá                | MT     | 0 (não possui)                             |
| Fast Clube             | Manaus                | AM     | 0 (não possui)                             |
| Ferroviário            | Fortaleza             | CE     | 0 (não possui)                             |
| Figueirense            | Florianópolis         | SC     | 0 (não possui)                             |
| Flamengo               | Rio de Janeiro        | RJ     | 0 (não possui)                             |
| Fluminense             | Rio de Janeiro        | RJ     | 1 (1970)                                   |
| Fluminense de Feira    | Feira de Santana      | BA     | 0 (não possui)                             |
| Fortaleza              | Fortaleza             | CE     | 0 (não possui)                             |
| Francana               | Franca                | SP     | 0 (não possui)                             |
| Gama                   | Gama                  | DF     | 0 (não possui)                             |
| Goiânia                | Goiânia               | GO     | 0 (não possui)                             |
| Goiás                  | Goiânia               | GO     | 0 (não possui)                             |
| Goytacaz               | Campos dos Goytacazes | RJ     | 0 (não possui)                             |
| Grêmio                 | Porto Alegre          | RS     | 0 (não possui)                             |
| Grêmio Maringá         | Maringá               | PR     | 0 (não possui)                             |
| Guará                  | Guará                 | DF     | 0 (não possui)                             |
| Guarani                | Campinas              | SP     | 1 (1978)                                   |
| Inter de Limeira       | Limeira               | SP     | 0 (não possui)                             |
| Internacional          | Porto Alegre          | RS     | 2 (1975, 1976)                             |
| Itabaiana              | Itabaiana             | SE     | 0 (não possui)                             |
| Itabuna                | Itabuna               | BA     | 0 (não possui)                             |
| Itumbiara              | Itumbiara             | GO     | 0 (não possui)                             |
| Joinville              | Joinville             | SC     | 0 (não possui)                             |
| Juventude              | Caxias do Sul         | RS     | 0 (não possui)                             |
| Leônico                | Simões Filho          | BA     | 0 (não possui)                             |
| Londrina               | Londrina              | PR     | 0 (não possui)                             |
| Maranhão               | São Luís              | MA     | 0 (não possui)                             |
| Mixto                  | Cuiabá                | MT     | 0 (não possui)                             |
| Moto Club              | São Luís              | MA     | 0 (não possui)                             |
| Nacional-AM            | Manaus                | AM     | 0 (não possui)                             |
| Náutico                | Recife                | PE     | 0 (não possui)                             |
| Novo Hamburgo          | Novo Hamburgo         | RS     | 0 (não possui)                             |
| Operário-MS            | Campo Grande          | MS     | 0 (não possui)                             |
| Operário-PR            | Ponta Grossa          | PR     | 0 (não possui)                             |
| Palmeiras              | São Paulo             | SP     | 6 (1960, 1967, 1967 RGP, 1969, 1972, 1973) |
| Paysandu               | Belém                 | PA     | 0 (não possui)                             |
| Piauí                  | Teresina              | PI     | 0 (não possui)                             |
| Potiguar de Mossoró    | Mossoró               | RN     | 0 (não possui)                             |
| Remo                   | Belém                 | PA     | 0 (não possui)                             |
| Rio Branco-ES          | Vitória               | ES     | 0 (não possui)                             |
| Rio Negro-AM           | Manaus                | AM     | 0 (não possui)                             |
| River-PI               | Teresina              | PI     | 0 (não possui)                             |
| Sampaio Corrêa         | São Luís              | MA     | 0 (não possui)                             |
| Santa Cruz             | Recife                | PE     | 0 (não possui)                             |
| São Bento              | Sorocaba              | SP     | 0 (não possui)                             |
| São Paulo-RS           | Rio Grande            | RS     | 0 (não possui)                             |
| Sergipe                | Aracaju               | SE     | 0 (não possui)                             |
| Sport                  | Recife                | PE     | 0 (não possui)                             |
| Tiradentes-PI          | Teresina              | PI     | 0 (não possui)                             |
| Treze                  | Campina Grande        | PB     | 0 (não possui)                             |
| Tuna Luso              | Belém                 | PA     | 0 (não possui)                             |
| Uberaba                | Uberaba               | MG     | 0 (não possui)                             |
| Uberlândia             | Uberlândia            | MG     | 0 (não possui)                             |
| Vasco da Gama          | Rio de Janeiro        | RJ     | 1 (1974)                                   |
| Vila Nova              | Goiânia               | GO     | 0 (não possui)                             |
| Villa Nova             | Nova Lima             | MG     | 0 (não possui)                             |
| Vitória                | Salvador              | BA     | 0 (não possui)                             |
| XV de Jaú              | Jaú                   | SP     | 0 (não possui)                             |
| XV de Piracicaba       | Piracicaba            | SP     | 0 (não possui)                             |

## Fórmula de disputa
Primeira Fase: 80 clubes divididos em oito grupos de dez, jogos em turno único dentro de cada grupo. Mas os grupos G e H são formados pelos times considerados "mais fortes", e classificam oito de cada grupo para a próxima fase. Já os demais seis grupos (A, B, C, D, E, F) classificam quatro por grupo, mais os quatro melhores entre os não classificados em seus grupos.
Segunda Fase: O campeonato recebe nessa fase mais 12 clubes (seis do Rio de Janeiro e seis de São Paulo) que, junto com os 44 classificados da Primeira fase, dão um total de 56. Estes são divididos em sete grupos com oito clubes cada. Classificam-se para a Terceira Fase os dois primeiros colocados de cada grupo.
Terceira Fase: Além dos 14 classificados na fase anterior, entram nessa fase o Guarani e o Palmeiras, respectivamente campeão e vice-campeão de 1978. Dessa forma, os 16 clubes dessa fase são divididos em 4 grupos com 4 clubes em cada. Classifica-se para as semifinais apenas o primeiro colocado de cada grupo.
Semifinais: Quatro clubes divididos em duas duplas, com jogos de ida-e-volta, classificando para a final o vencedor de cada dupla na soma de placares.
Final: Jogos de ida e volta, tornando-se campeão aquele que, na soma de placares, obtenha o melhor resultado.

## Primeira fase
| Pos. | Equipes       | Pts | J | V | E | D | GP | GC | SG |
| ---- | ------------- | --- | - | - | - | - | -- | -- | -- |
| 1    | Colorado      | 12  | 9 | 4 | 4 | 1 | 10 | 6  | 4  |
| 2    | Londrina      | 12  | 9 | 4 | 4 | 1 | 10 | 7  | 3  |
| 3    | Anapolina     | 10  | 9 | 5 | 0 | 4 | 13 | 9  | 4  |
| 4    | Joinville     | 10  | 9 | 4 | 2 | 3 | 12 | 8  | 4  |
| 5    | Juventude     | 10  | 9 | 3 | 4 | 2 | 12 | 9  | 3  |
| 6    | Sergipe       | 10  | 9 | 3 | 4 | 2 | 10 | 9  | –1 |
| 7    | Novo Hamburgo | 8   | 9 | 2 | 4 | 3 | 4  | 7  | –3 |
| 8    | Goiânia       | 7   | 9 | 2 | 3 | 4 | 6  | 9  | –3 |
| 9    | Confiança     | 6   | 9 | 2 | 2 | 5 | 7  | 15 | –8 |
| 10   | Avaí          | 5   | 9 | 0 | 5 | 4 | 9  | 14 | –5 |

| Pos. | Equipes                | Pts | J | V | E | D | GP | GC | SG  |
| ---- | ---------------------- | --- | - | - | - | - | -- | -- | --- |
| 1    | Grêmio Maringá         | 15  | 9 | 6 | 3 | 0 | 15 | 5  | 10  |
| 2    | Desportiva Ferroviária | 13  | 9 | 5 | 3 | 1 | 10 | 5  | 5   |
| 3    | Brasil de Pelotas      | 11  | 9 | 2 | 7 | 0 | 9  | 4  | 5   |
| 4    | Caldense               | 10  | 9 | 5 | 0 | 4 | 10 | 9  | 1   |
| 5    | São Paulo-RS           | 10  | 9 | 4 | 2 | 3 | 10 | 9  | 1   |
| 6    | Criciúma               | 9   | 9 | 4 | 1 | 4 | 9  | 8  | 1   |
| 7    | Caxias                 | 9   | 9 | 3 | 3 | 3 | 11 | 6  | 5   |
| 8    | Operário               | 5   | 9 | 2 | 1 | 6 | 3  | 13 | –13 |
| 9    | Colatina               | 5   | 9 | 1 | 3 | 5 | 2  | 9  | –7  |
| 10   | Chapecoense            | 3   | 9 | 0 | 3 | 6 | 6  | 16 | –10 |

| Pos. | Equipes             | Pts | J | V | E | D | GP | GC | SG  |
| ---- | ------------------- | --- | - | - | - | - | -- | -- | --- |
| 1    | Gama                | 12  | 9 | 5 | 2 | 2 | 14 | 9  | 5   |
| 2    | Mixto               | 11  | 9 | 5 | 1 | 3 | 14 | 10 | 4   |
| 3    | Comercial-MS        | 10  | 8 | 4 | 2 | 2 | 14 | 10 | 4   |
| 4    | Operário VG         | 10  | 9 | 4 | 2 | 3 | 12 | 11 | 1   |
| 5    | Atlético Goianiense | 9   | 9 | 4 | 1 | 4 | 17 | 14 | 3   |
| 6    | Itumbiara           | 9   | 9 | 4 | 1 | 4 | 11 | 11 | 0   |
| 7    | Itabuna             | 9   | 9 | 3 | 3 | 3 | 10 | 8  | 2   |
| 8    | Fluminense de Feira | 9   | 9 | 3 | 3 | 3 | 5  | 6  | –1  |
| 9    | Brasília            | 7   | 9 | 3 | 1 | 5 | 11 | 17 | –6  |
| 10   | Guará               | 2   | 8 | 0 | 2 | 6 | 2  | 14 | –12 |

| Pos. | Equipes         | Pts | J | V | E | D | GP | GC | SG  |
| ---- | --------------- | --- | - | - | - | - | -- | -- | --- |
| 1    | América Mineiro | 13  | 9 | 6 | 1 | 2 | 15 | 7  | 8   |
| 2    | Campo Grande    | 12  | 9 | 5 | 2 | 2 | 9  | 6  | 3   |
| 3    | Villa Nova      | 12  | 9 | 5 | 2 | 2 | 9  | 6  | 3   |
| 4    | Botafogo-PB     | 11  | 9 | 4 | 2 | 3 | 16 | 12 | 4   |
| 5    | Campinense      | 11  | 9 | 5 | 1 | 3 | 8  | 4  | 4   |
| 6    | Treze           | 9   | 9 | 4 | 1 | 4 | 15 | 10 | 5   |
| 7    | Tuna Luso       | 7   | 9 | 3 | 1 | 5 | 12 | 13 | –1  |
| 8    | Paysandu        | 6   | 9 | 2 | 2 | 5 | 10 | 14 | –4  |
| 9    | Fast Clube      | 6   | 9 | 2 | 2 | 5 | 9  | 20 | –11 |
| 10   | Rio Negro       | 3   | 9 | 1 | 2 | 6 | 7  | 17 | –10 |

| Pos. | Equipes        | Pts | J | V | E | D | GP | GC | SG |
| ---- | -------------- | --- | - | - | - | - | -- | -- | -- |
| 1    | Maranhão       | 15  | 9 | 6 | 3 | 0 | 18 | 6  | 12 |
| 2    | Uberaba        | 14  | 9 | 7 | 0 | 2 | 15 | 6  | 9  |
| 3    | Central        | 11  | 9 | 4 | 3 | 2 | 13 | 8  | 5  |
| 4    | Uberlândia     | 10  | 9 | 4 | 2 | 3 | 14 | 9  | 5  |
| 5    | Náutico        | 10  | 9 | 4 | 2 | 3 | 11 | 10 | 1  |
| 6    | Moto Club      | 7   | 9 | 3 | 1 | 5 | 6  | 10 | –4 |
| 7    | River-PI       | 6   | 9 | 2 | 2 | 5 | 9  | 12 | –3 |
| 8    | Sampaio Corrêa | 6   | 9 | 2 | 2 | 5 | 7  | 16 | –9 |
| 9    | Piauí          | 6   | 9 | 0 | 6 | 3 | 8  | 15 | –7 |
| 10   | Tiradentes-PI  | 5   | 9 | 1 | 3 | 5 | 7  | 16 | –9 |

| Pos. | Equipes          | Pts | J | V | E | D | GP | GC | SG |
| ---- | ---------------- | --- | - | - | - | - | -- | -- | -- |
| 1    | CSA              | 12  | 9 | 5 | 2 | 2 | 14 | 8  | 6  |
| 2    | ASA              | 11  | 9 | 5 | 1 | 3 | 11 | 10 | 1  |
| 3    | Itabaiana        | 11  | 9 | 4 | 3 | 2 | 10 | 6  | 4  |
| 4    | Leônico          | 10  | 9 | 5 | 0 | 4 | 12 | 8  | 4  |
| 5    | ABC              | 10  | 9 | 4 | 2 | 3 | 13 | 10 | 3  |
| 6    | CRB              | 9   | 9 | 3 | 3 | 3 | 8  | 8  | 0  |
| 7    | Ferroviário      | 9   | 9 | 2 | 5 | 2 | 6  | 7  | –1 |
| 8    | Potiguar         | 7   | 9 | 2 | 3 | 4 | 5  | 10 | –5 |
| 9    | Fortaleza        | 6   | 9 | 2 | 2 | 5 | 7  | 12 | –5 |
| 10   | América de Natal | 5   | 9 | 2 | 1 | 6 | 5  | 12 | –7 |

| Pos. | Equipes             | Pts | J | V | E | D | GP | GC | SG  |
| ---- | ------------------- | --- | - | - | - | - | -- | -- | --- |
| 1    | Internacional       | 15  | 9 | 6 | 3 | 0 | 18 | 5  | 13  |
| 2    | America             | 13  | 9 | 6 | 1 | 2 | 17 | 7  | 10  |
| 3    | Operário-MS         | 10  | 9 | 4 | 2 | 3 | 11 | 13 | –2  |
| 4    | Grêmio              | 9   | 9 | 4 | 1 | 4 | 14 | 8  | 6   |
| 5    | Santa Cruz          | 9   | 9 | 3 | 3 | 3 | 12 | 8  | 4   |
| 6    | Atlético Paranaense | 8   | 9 | 2 | 4 | 3 | 8  | 9  | –1  |
| 7    | Figueirense         | 8   | 9 | 2 | 4 | 3 | 7  | 8  | –1  |
| 8    | Coritiba            | 7   | 9 | 2 | 3 | 4 | 6  | 14 | –8  |
| 9    | Rio Branco-ES       | 7   | 9 | 1 | 5 | 3 | 10 | 18 | –8  |
| 10   | Sport               | 4   | 9 | 1 | 2 | 6 | 5  | 18 | –13 |

| Pos. | Equipes          | Pts | J | V | E | D | GP | GC | SG  |
| ---- | ---------------- | --- | - | - | - | - | -- | -- | --- |
| 1    | Cruzeiro         | 13  | 9 | 5 | 3 | 1 | 21 | 9  | 12  |
| 2    | Vila Nova        | 12  | 9 | 4 | 4 | 1 | 13 | 8  | 5   |
| 3    | Goiás            | 11  | 9 | 5 | 1 | 3 | 10 | 5  | 5   |
| 4    | Atlético Mineiro | 11  | 9 | 2 | 7 | 0 | 9  | 6  | 3   |
| 5    | Dom Bosco        | 9   | 9 | 3 | 3 | 3 | 12 | 13 | –1  |
| 6    | Ceará            | 8   | 9 | 3 | 2 | 4 | 18 | 19 | –1  |
| 7    | Vitória          | 8   | 9 | 2 | 4 | 3 | 10 | 11 | –1  |
| 8    | Bahia            | 7   | 9 | 3 | 1 | 5 | 6  | 13 | –7  |
| 9    | Remo             | 6   | 9 | 2 | 2 | 5 | 10 | 15 | –5  |
| 10   | Nacional-AM      | 5   | 9 | 1 | 3 | 5 | 6  | 16 | –10 |

## Segunda fase
| Pos. | Equipes           | Pts | J | V | E | D | GP | GC | SG  |
| ---- | ----------------- | --- | - | - | - | - | -- | -- | --- |
| 1    | Coritiba          | 11  | 7 | 5 | 1 | 1 | 11 | 3  | 8   |
| 2    | Atlético Mineiro  | 10  | 7 | 4 | 2 | 1 | 9  | 5  | 4   |
| 3    | Campinense        | 8   | 7 | 3 | 2 | 2 | 6  | 4  | 2   |
| 4    | Francana          | 7   | 7 | 3 | 1 | 3 | 7  | 9  | –2  |
| 5    | America           | 6   | 7 | 2 | 2 | 3 | 14 | 9  | 5   |
| 6    | Brasil de Pelotas | 6   | 7 | 2 | 2 | 3 | 8  | 8  | 0   |
| 7    | Colorado          | 5   | 7 | 2 | 1 | 4 | 9  | 11 | –2  |
| 8    | Mixto             | 3   | 7 | 1 | 1 | 5 | 4  | 19 | –15 |

| Pos. | Equipes        | Pts | J | V | E | D | GP | GC | SG |
| ---- | -------------- | --- | - | - | - | - | -- | -- | -- |
| 1    | Operário-MS    | 12  | 7 | 5 | 2 | 0 | 16 | 5  | 11 |
| 2    | São Bento      | 9   | 7 | 4 | 1 | 2 | 11 | 12 | –1 |
| 3    | Botafogo       | 9   | 7 | 3 | 3 | 1 | 9  | 4  | 5  |
| 4    | Joinville      | 8   | 7 | 3 | 2 | 2 | 8  | 9  | –1 |
| 5    | Figueirense    | 6   | 6 | 1 | 4 | 1 | 4  | 4  | 0  |
| 6    | Comercial-MS   | 5   | 7 | 2 | 1 | 4 | 4  | 8  | –4 |
| 7    | Grêmio Maringá | 3   | 6 | 1 | 1 | 4 | 4  | 9  | –5 |
| 8    | ABC            | 0   | 5 | 0 | 0 | 5 | 3  | 8  | –5 |

| Pos. | Equipes                | Pts | J | V | E | D | GP | GC | SG |
| ---- | ---------------------- | --- | - | - | - | - | -- | -- | -- |
| 1    | Internacional          | 11  | 7 | 4 | 3 | 0 | 10 | 2  | 8  |
| 2    | Atlético Paranaense    | 10  | 7 | 4 | 2 | 1 | 6  | 2  | 4  |
| 3    | Desportiva Ferroviária | 9   | 7 | 4 | 1 | 2 | 10 | 8  | 2  |
| 4    | Inter de Limeira       | 8   | 7 | 2 | 4 | 1 | 7  | 4  | 3  |
| 5    | Caldense               | 7   | 7 | 2 | 3 | 2 | 5  | 6  | –1 |
| 6    | São Paulo-RS           | 5   | 7 | 1 | 3 | 3 | 4  | 10 | –6 |
| 7    | Anapolina              | 4   | 7 | 1 | 2 | 4 | 5  | 10 | –5 |
| 8    | Goytacaz               | 2   | 7 | 1 | 0 | 6 | 3  | 8  | –5 |

| Pos. | Equipes          | Pts | J | V | E | D | GP | GC | SG  |
| ---- | ---------------- | --- | - | - | - | - | -- | -- | --- |
| 1    | Flamengo         | 12  | 7 | 5 | 2 | 0 | 14 | 2  | 12  |
| 2    | XV de Piracicaba | 10  | 7 | 5 | 0 | 2 | 15 | 8  | 7   |
| 3    | Grêmio           | 10  | 7 | 5 | 0 | 2 | 9  | 5  | 4   |
| 4    | Londrina         | 9   | 7 | 4 | 1 | 2 | 15 | 8  | 7   |
| 5    | Santa Cruz       | 7   | 7 | 3 | 1 | 3 | 8  | 10 | –2  |
| 6    | Bahia            | 4   | 7 | 2 | 0 | 5 | 4  | 11 | –7  |
| 7    | Náutico          | 3   | 7 | 1 | 1 | 5 | 6  | 13 | –7  |
| 8    | Gama             | 1   | 7 | 0 | 1 | 6 | 4  | 18 | –14 |

| Pos. | Equipes         | Pts | J | V | E | D | GP | GC | SG  |
| ---- | --------------- | --- | - | - | - | - | -- | -- | --- |
| 1    | Vasco da Gama   | 12  | 7 | 5 | 2 | 0 | 13 | 1  | 12  |
| 2    | Goiás           | 11  | 7 | 4 | 3 | 0 | 12 | 3  | 9   |
| 3    | América Mineiro | 8   | 7 | 2 | 4 | 1 | 6  | 5  | 1   |
| 4    | Ceará           | 6   | 7 | 2 | 2 | 3 | 9  | 8  | 1   |
| 5    | Operário VG     | 6   | 7 | 1 | 4 | 2 | 7  | 12 | –5  |
| 6    | Botafogo-PB     | 5   | 7 | 2 | 1 | 4 | 8  | 13 | –5  |
| 7    | Central         | 4   | 7 | 1 | 2 | 4 | 6  | 9  | –3  |
| 8    | ASA             | 4   | 7 | 1 | 2 | 4 | 7  | 18 | –11 |

| Pos. | Equipes      | Pts | J | V | E | D | GP | GC | SG  |
| ---- | ------------ | --- | - | - | - | - | -- | -- | --- |
| 1    | Vitória      | 10  | 7 | 5 | 0 | 2 | 12 | 7  | 5   |
| 2    | Uberlândia   | 10  | 7 | 4 | 2 | 1 | 8  | 5  | 3   |
| 3    | Fluminense   | 10  | 7 | 3 | 4 | 0 | 18 | 6  | 12  |
| 4    | Vila Nova    | 9   | 7 | 2 | 5 | 0 | 6  | 3  | 3   |
| 5    | Campo Grande | 6   | 7 | 2 | 2 | 3 | 10 | 7  | 3   |
| 6    | XV de Jaú    | 6   | 7 | 2 | 2 | 3 | 8  | 10 | –2  |
| 7    | Maranhão     | 4   | 7 | 2 | 0 | 5 | 3  | 15 | –12 |
| 8    | Itabaiana    | 1   | 7 | 0 | 1 | 6 | 4  | 16 | –12 |

### Grupo O
| Pos. | Equipes    | Pts | J | V | E | D | GP | GC | SG |
| ---- | ---------- | --- | - | - | - | - | -- | -- | -- |
| 1    | Cruzeiro   | 11  | 7 | 5 | 1 | 1 | 19 | 8  | 11 |
| 2    | Comercial  | 9   | 7 | 4 | 1 | 2 | 8  | 6  | 2  |
| 3    | Uberaba    | 8   | 7 | 3 | 2 | 2 | 7  | 5  | 2  |
| 4    | CSA        | 7   | 7 | 3 | 1 | 3 | 5  | 6  | –1 |
| 5    | Dom Bosco  | 6   | 7 | 3 | 0 | 4 | 8  | 11 | –3 |
| 6    | Americano  | 6   | 7 | 2 | 2 | 3 | 8  | 11 | –3 |
| 7    | Leônico    | 5   | 7 | 1 | 3 | 3 | 9  | 9  | 0  |
| 8    | Villa Nova | 4   | 7 | 2 | 0 | 5 | 6  | 14 | –8 |

## Terceira fase
| Pos. | Equipes          | Pts | J | V | E | D | GP | GC | SG |
| ---- | ---------------- | --- | - | - | - | - | -- | -- | -- |
| 1    | Coritiba         | 5   | 3 | 2 | 1 | 0 | 5  | 0  | 5  |
| 2    | Vitória          | 4   | 3 | 2 | 0 | 1 | 6  | 5  | 1  |
| 3    | Guarani          | 3   | 3 | 1 | 1 | 1 | 2  | 3  | –1 |
| 4    | XV de Piracicaba | 0   | 3 | 0 | 0 | 3 | 1  | 6  | –5 |

| Pos. | Equipes   | Pts | J | V | E | D | GP | GC | SG |
| ---- | --------- | --- | - | - | - | - | -- | -- | -- |
| 1    | Palmeiras | 6   | 3 | 3 | 0 | 0 | 13 | 2  | 11 |
| 2    | Flamengo  | 4   | 3 | 2 | 0 | 1 | 7  | 4  | 3  |
| 3    | Comercial | 1   | 3 | 0 | 1 | 2 | 3  | 9  | –6 |
| 4    | São Bento | 1   | 3 | 0 | 1 | 2 | 2  | 10 | –8 |

| Pos. | Equipes          | Pts | J | V | E | D | GP | GC | SG |
| ---- | ---------------- | --- | - | - | - | - | -- | -- | -- |
| 1    | Internacional    | 6   | 3 | 3 | 0 | 0 | 4  | 2  | 2  |
| 2    | Goiás            | 3   | 3 | 1 | 1 | 1 | 1  | 2  | –1 |
| 3    | Cruzeiro         | 2   | 3 | 0 | 2 | 1 | 3  | 4  | –1 |
| 4    | Atlético Mineiro | 1   | 3 | 0 | 1 | 2 | 0  | 0  | 0  |

| Pos. | Equipes             | Pts | J | V | E | D | GP | GC | SG |
| ---- | ------------------- | --- | - | - | - | - | -- | -- | -- |
| 1    | Vasco da Gama       | 5   | 3 | 2 | 1 | 0 | 10 | 1  | 9  |
| 2    | Operário-MS         | 4   | 3 | 2 | 0 | 1 | 4  | 4  | 0  |
| 3    | Uberlândia          | 2   | 3 | 0 | 2 | 1 | 3  | 10 | –7 |
| 4    | Atlético Paranaense | 1   | 3 | 0 | 1 | 2 | 3  | 5  | –2 |

## Fase final
Em itálico, os times que possuem o mando de campo no primeiro jogo do confronto.
Em negrito, os times que avançaram.
|  | Semifinais    | Semifinais    | Semifinais | Semifinais |   |               | Final | Final | Final | Final |
|  |               |               |            |            |   |               |       |       |       |       |
|  | Coritiba      | 1             | 1          | 2          |   |               |       |       |       |       |
|  | Vasco da Gama | 1             | 2          | 3          |   |               |       |       |       |       |
|  | Vasco da Gama | 1             | 2          | 3          |   | Vasco da Gama | 0     | 1     | 1     |       |
|  |               |               |            |            |   | Vasco da Gama | 0     | 1     | 1     |       |
|  |               | Internacional | 2          | 2          | 4 |               |       |       |       |       |
|  | Palmeiras     | Internacional | 2          | 2          | 4 | 2             | 1     | 3     |       |       |
|  | Palmeiras     |               |            |            |   | 2             | 1     | 3     |       |       |
|  | Internacional | 3             | 1          | 4          |   |               |       |       |       |       |

## A decisão
1º jogo
| 20 de Dezembro de 1979 | Vasco da Gama | 0 – 2 | Internacional        | Estádio do Maracanã, Rio de Janeiro     |
|                        |               |       | Chico Spina 28', 55' | Público: 58,655 Árbitro: Oscar Scolfaro |

Internacional: Benitez; João Carlos, Mauro Pastor, Mauro Galvão e Cláudio Mineiro; Valdir Lima (Toninho), Jair e Batista; Chico Spina (Adílson), Bira e Mário Sérgio. Técnico: Ênio Andrade.
Vasco: Leão; Orlando, Gaúcho, Ivan e Paulo César; Zé Mário, Guina (Zandonaide) e Dudu (Paulinho); Catinha, Roberto Dinamite e Wilsinho. Técnico: Oto Glória.
2º jogo
| 23 de Dezembro de 1979 | Internacional       | 2 – 1 | Vasco da Gama | Estádio da Beira-Rio, Porto Alegre                                 |
|                        | Jair 40' Falcão 57' |       | Wilsinho 84'  | Público: 54,659 Renda: Cr$ 4.534.850,00 Árbitro: José Faville Neto |

| Internacional | Vasco da Gama |
| --- | --- |
| Benitez; João Carlos Mauro Pastor Mauro Galvão Cláudio Mineiro; Batista Falcão Jair; Valdomiro (Chico Spina) Bira Mário Sérgio Técnico: Ênio Andrade. | Leão; Orlando Ivan Gaúcho Paulo César; Zé Mário Paulo Roberto (Xaxá) Paulinho (Zandonaide); Catinha Roberto Dinamite Wilsinho. Técnico: Oto Glória. |

## Premiação
| Campeonato Brasileiro de Futebol de 1979     |
| Rio Grande do Sul                            |
| -------------------------------------------- |
| SPORT CLUB INTERNACIONAL Campeão (3º título) |